# 비에른 플로베르그
비에른 플로베르그(노르웨이어: Bjørn Floberg, 1947년 9월 12일 ~ )는 노르웨이의 배우이다. 영화 《킹스맨: 시크릿 에이전트》(2015)에서의 스웨덴 수상 역으로 짧게 출연했다.

## 출연 작품

### 영화
- 2022년 안녕, 소중한 사람 - 벤트 역